# ألان هاندلي
ألان هاندلي (بالإنجليزية: Alan Handley)‏ هو منتج تلفزيوني ومخرج أمريكي، ولد في 11 مارس 1912 في إنديانا في الولايات المتحدة، وتوفي في 5 يناير 1990 في لوس أنجلوس في الولايات المتحدة.

## وصلات خارجية
- ألان هاندلي على موقع IMDb (الإنجليزية)
- ألان هاندلي على موقع قاعدة بيانات برودواي على الإنترنت (الإنجليزية)
- ألان هاندلي على موقع قاعدة بيانات الفيلم (الإنجليزية)